# Zoutvlag

Zoutvlag zoals deze in de Nederlanden werd gevoerd

Een zoutvlag was een vlag die aangaf dat een schip zout vervoerde. Bij thuiskomst diende een vissersschip dat zout aan boord had deze vlag te voeren, zodat inspecteurs van de belastingdienst konden controleren of er geen sprake was van ontduiking van de zoutaccijns. In Nederland was het gebruik van zout voor industriële doeleinden belastingvrij. Vissers die hun vangst aan boord verwerkten vielen onder deze regeling. Transport over zee was echter een mogelijke smokkelroute en werd daarom gecontroleerd. Het verschil tussen de hoeveelheid bij vertrek en aankomst moest overeenkomen met de hoeveelheid die was gebruikt tijdens verwerking van de vangst. De zoutvlag werd vanaf de negentiende eeuw tot halverwege de twintigste eeuw gebruikt. In 1951 werd de zoutaccijns in Nederland afgeschaft, waarmee de vlag zijn betekenis verloor. Nadien werd de vlag tijdens de traditionele haringrace soms gevoerd.
De Nederlandse zoutvlag was een blauwe vlag, met daarop in grote witte letters de tekst "ZOUT.".